# Stargazer (самолёт)
Stargazer, регистрационный номер N140SC — модифицированный самолёт Lockheed L-1011 TriStar, используемый Orbital Sciences Corporation (OSC) как корабль-носитель и стартовая площадка для ракеты-носителя «Пегас».
Он способен поднимать груз в 23 тонны на высоту 12,8 км.
Первый запуск «Пегаса» со Старгейзера был совершен 27 июня 1994 года. Это был самый первый запуск Pegasus-XL; для предыдущих и для четырёх последующих запусков использовался «Боинг» НАСА NB-52B (Balls 8)), так как оригинальный Пегас был несовместим по размерам со Старгейзером. Для решения этой проблемы был разработан т. н. гибридный Пегас Pegasus-H с опущенным хвостовым оперением.
По состоянию на декабрь 2019 года со Старгейзера было совершено 44 пуска ракет конфигурации Pegasus-H и Pegasus-XL.
Помимо Пегасов, Старгейзер использовался для стендовых тестов и транспортировки Orbital Sciences X-34, однако бросковые испытания производились на Balls 8.
OSC также предоставляет судно для исследовательских целей.
Запуск Пегасов с помощью Старгейзера обычно производится с базы Ванденберг. Однако запуски производились также с мыса Канаверал, Уоллопса, и за пределами США: с атолла Кваджалейн на Маршалловых островах и с аэропорта Гран-Канария в Испании
.
В 2015 году, в связи со слиянием Orbital Sciences и Alliant Techsystems, самолёт был перекрашен.

## Сравнение с конкурентами

Сравнение с конкурентами
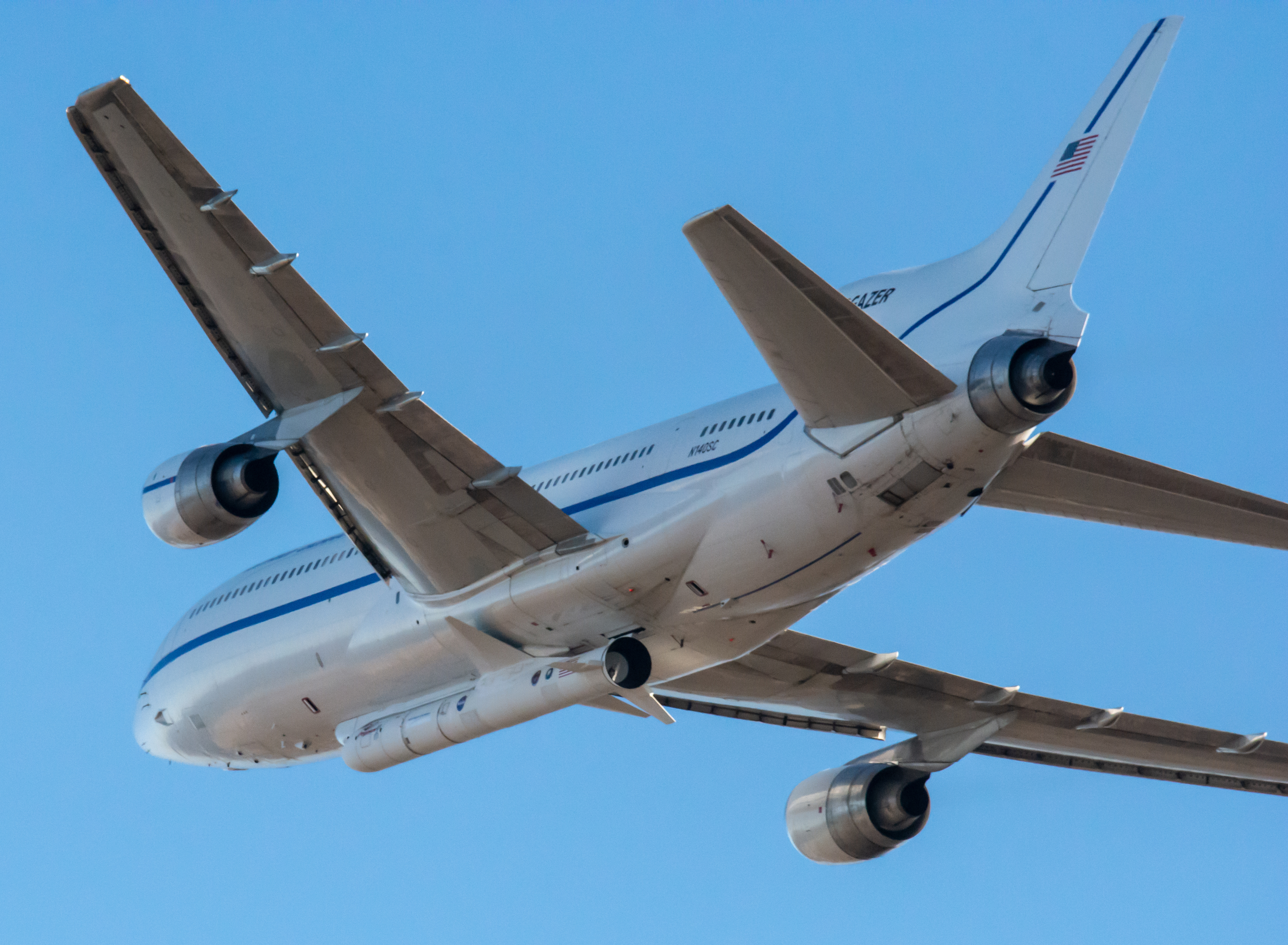
Stargazer — ракета закреплена под корпусом самолёта
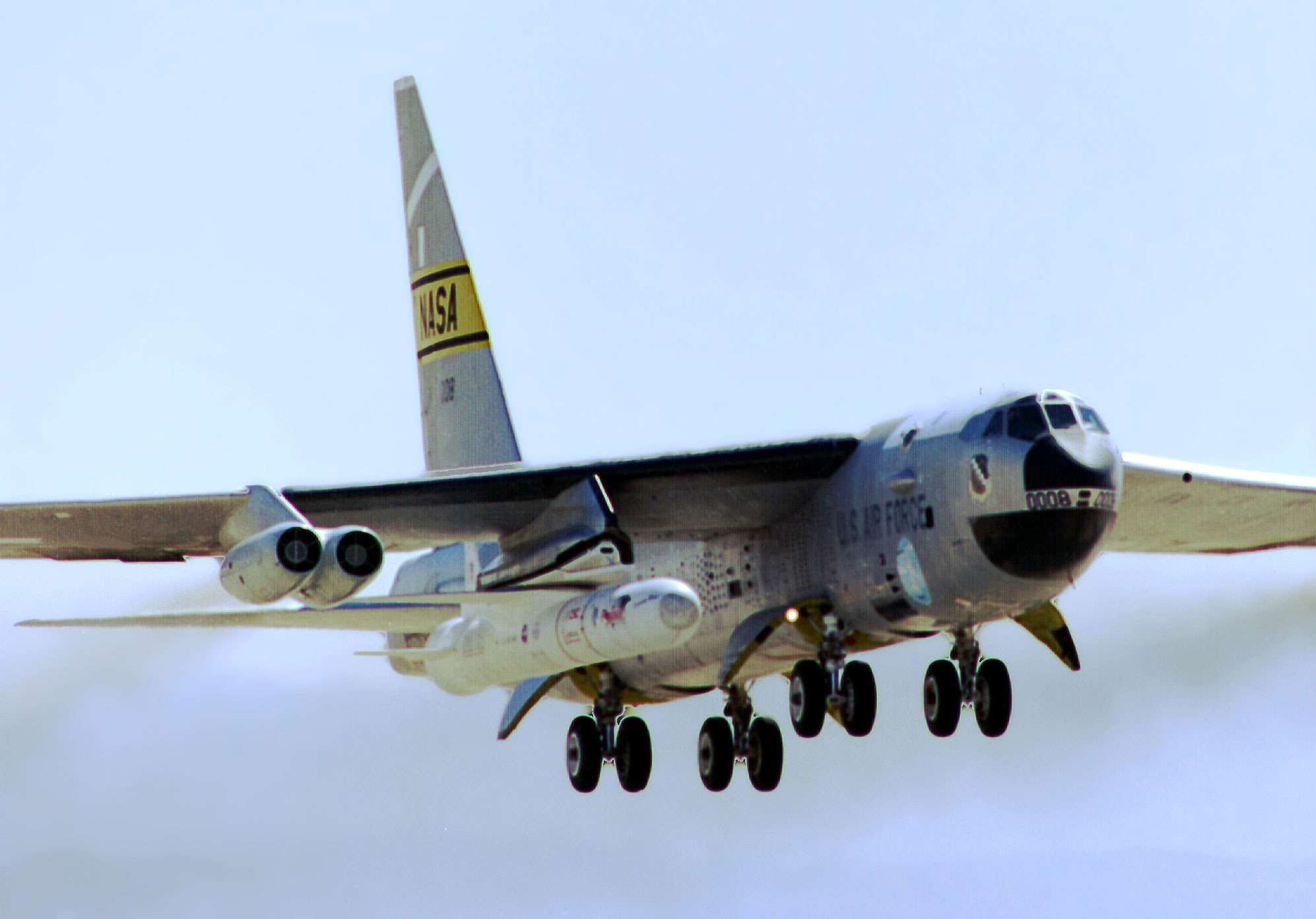
Balls 8 — ракета закреплена под правой плоскостью
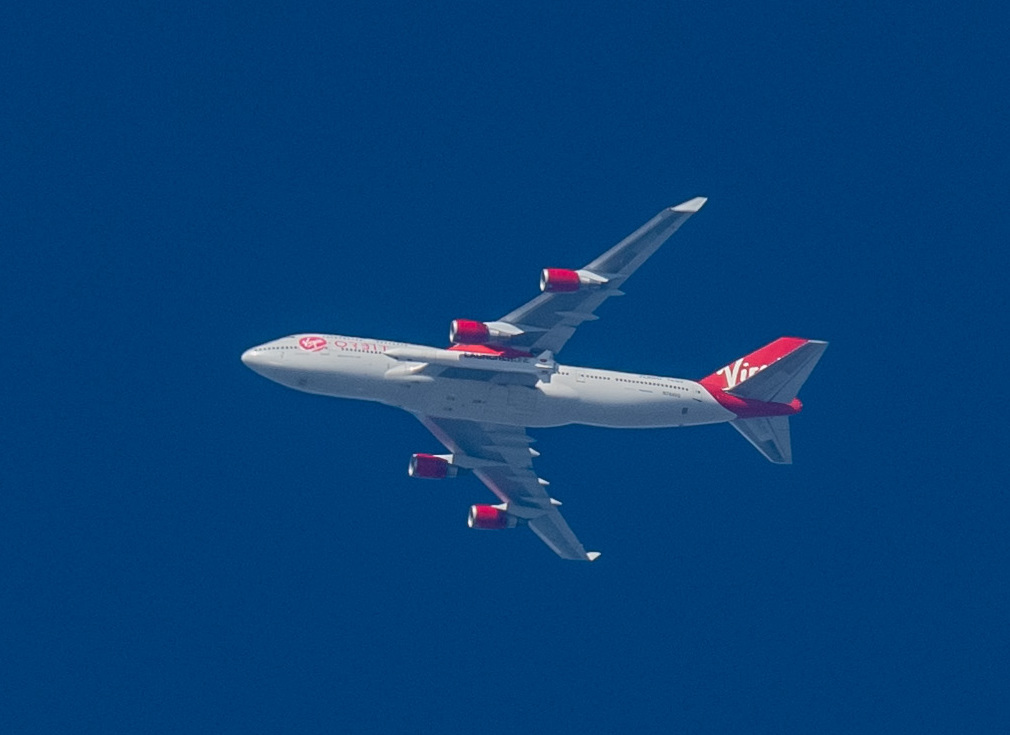
Cosmic Girl — ракета закреплена под левой плоскостью

| Регистрационный № | название                            | Начало эксплуатации/окончание | Оператор                     | Первый орбитальный запуск/последний | Ракета-носитель      | Количество запусков/удачных | Статус             |
| ----------------- | ----------------------------------- | ----------------------------- | ---------------------------- | ----------------------------------- | -------------------- | --------------------------- | ------------------ |
| N140SC            | Lockheed L-1011 TriStar Stargazer   | март 1974                     | Orbital Sciences Corporation | 27 июня 1994/13 июня 2021           | Pegasus XL/Pegasus H | 44/39                       | эксплуатируется    |
| N744VG            | Boeing 747-400 Cosmic Girl          | 31 октября 2001               | Virgin Orbit                 | 25 мая 2020/9 января 2023           | LauncherOne          | 6/4                         | эксплуатируется    |
| 52-008            | Boeing B-52B Stratofortress Balls 8 | 11 июня 1955 года             | НАСА                         | 5 апреля 1990/3 августа 1994        | Pegasus              | 6/6                         | Не эксплуатируется |